# One Plus One
One Plus One (conosciuto anche come Sympathy for the Devil e distribuito con questo titolo voluto dai produttori negli Stati Uniti in una versione leggermente differente disconosciuta dal regista) è un film del 1968 diretto dal regista francese Jean-Luc Godard. In Italia il film venne distribuito all'epoca con il titolo I Rolling Stones secondo Godard.

## Trama
Lungo tutto il film, inframezzati da altre scene estemporanee, vengono mostrati i Rolling Stones in studio di incisione nel 1968 mentre lavorano ed elaborano diverse parti della loro celebre canzone Sympathy for the Devil, seguendone la genesi completa dalle prime versioni abbozzate alla versione finale finita poi su disco. La dissoluzione di Brian Jones come uomo e musicista è vividamente documentata dalle immagini che lo mostrano mentre si emargina progressivamente dalle sedute di registrazione e dai processi creativi della band perso tra droghe e alcol.
Inseriti nel contesto del film sono presenti anche scene girate in esterni (un cimitero di auto) dove militanti armati delle Pantere Nere leggono stralci di testi rivoluzionari. Un gruppo di donne bianche, apparentemente rapite e vestite di bianco, vengono violentate e infine giustiziate, il tutto fuori campo. Altri inserti vedono una giovane donna interpretata da Anne Wiazemsky scrivere ripetutamente sui muri slogan politici di stampo marxista sotto lo sguardo di ignari passanti allibiti.
La restante parte del film contiene forti messaggi politici che promuovono la necessità di una rivoluzione e altre tematiche care a Godard. Una scena mostra una troupe televisiva mentre riprende in un bosco una donna vestita con abiti ottocenteschi, sempre interpretata dalla Wiazemsky, la quale a qualsiasi domanda, risponde sempre e solo "si" o "no". Si suppone che questa figura femminile sia da intendersi come una personificazione della democrazia liberale, una donna chiamata "Eve Democracy" ("Eva Democrazia").
Infine, circa un quarto del film è ambientato all'interno di una libreria per adulti dove sono in vendita fumetti, riviste porno e opuscoli di propaganda politica. Il proprietario della libreria, un giovane di estrema destra dalle simpatie naziste, legge ad alta voce estratti del Mein Kampf mentre i clienti (tra di loro anche una bambina) vanno e vengono acquistando qualcosa, non dimenticando prima di uscire di schiaffeggiare due capelloni maoisti tenuti in ostaggio nel negozio. Fatto ciò alzano il braccio nel saluto nazista e poi escono dal locale (una satira dell'industria del divertimento, vista come un nuovo "nazismo culturale").
Nell'ultima scena seguiamo la Wiazemsky mentre corre sulla spiaggia imbracciando un fucile e viene prima ferita e poi falciata da una raffica di mitra. Il suo cadavere viene posizionato su una gru cinematografica per riprese aeree e issato in alto verso il cielo azzurro mentre ai lati del macchinario sventolano due bandiere: una rossa (rappresentante il socialismo) e una nera (l'anarchia).

## Il film
(Jean-Luc Godard. Introduzione alla vera storia del cinema. Editori Riuniti, 1982)
Il film è costituito da cinque episodi slegati fra loro, uno dei quali, la ripresa di una serie di prove dei Rolling Stones in studio mentre registrano Sympathy for the Devil fa da leitmotiv all'intera opera. Si tratta di un affresco colorato, frammentario, e confuso, che però rispecchia l'epoca di forte fermento nel quale il film venne concepito. Girato quasi in contemporanea ai moti di rivolta studenteschi del maggio parigino, sul nascere dei grandi movimenti di protesta e del crollo degli ideali di pace & amore degli anni sessanta. La voce fuori campo (Sean Lynch) che legge estratti di uno strampalato romanzo di fantapolitica sovrapponendosi alle immagini e spesso anche ai dialoghi, crea un'atmosfera straniante e surreale che non contribuisce di certo alla chiarezza complessiva della pseudo-trama.

Jean-Luc Godard si recò a Londra chiedendo ai Rolling Stones di poter filmare le fasi di lavorazione del loro nuovo album, quello che poi sarebbe diventato Beggars Banquet. Stimando il regista francese per la sua reputazione di cineasta d'avanguardia, i membri del gruppo accettarono la proposta. Le riprese iniziarono nel giugno del 1968 agli Olympic Studios filmando le prime fasi di lavorazione di una nuova canzone ancora provvisoriamente intitolata The Devil Is My Name e che poi si sarebbe evoluta in Sympathy for the Devil. Lungi dal voler girare un mero film musicale sui Rolling Stones, Godard mischiò le immagini della band in studio con argomenti politici di vario spessore e provocazioni più o meno riuscite, realizzando un film sperimentale che riflettesse l'epoca di forti stravolgimenti del '68. Quando gli Stones visionarono il materiale rimasero alquanto perplessi. Godard e Mick Jagger arrivarono anche a scontrarsi a distanza sulla stampa. Jagger disse di non avere idea di cosa significasse il film, mentre Godard si lamentò del fatto che quando lo studio iniziò a interferire, gli Stones lo avevano lasciato solo in balia dei produttori senza dargli sostegno alcuno per la sua libertà artistica. Jagger chiuse la questione liquidando Godard come un "incompetente". Keith Richards, che definì il film "un cumulo di stronzate", nella sua autobiogafia del 2010 intitolata Life descrisse un curioso episodio capitato durante la lavorazione del film: 
(Keith Richards)

## Differenti versioni
Il film debuttò in prima assoluta al National Film Theatre di Londra il 20 novembre 1968. Godard aveva deciso di intitolare l'opera One Plus One, ma il produttore Iain Quarrier reintitolò il film Sympathy for the Devil senza l'autorizzazione del regista, per sfruttare l'attrattiva commerciale che la presenza nel cast dei Rolling Stones avrebbe garantito, enfatizzandone la loro collaborazione alla pellicola. Il girato di Godard venne anche pesantemente rimaneggiato ed alterato al montaggio con l'introduzione della versione completa della canzone degli Stones nei titoli di coda (che il regista aveva omesso), un fermo immagine finale, e altre varie modifiche più lievi. Un furioso Godard arrivò a presentarsi sul palco durante la prima, inveendo contro il produttore Quarrier ed esortando gli spettatori a lasciare la sala.
Edizioni DVD
In Italia la 01 Distribution pubblicò due differenti versioni del film in DVD nella collana "RaroVideo" (entrambe in lingua originale con sottotitoli in italiano):
(2006) 01 Distribution / RaroVideo su doppio DVD con due differenti versioni del film (entrambe in lingua originale con sottotitoli in italiano):
- 01343 - Sympathy for the Devil (One plus One) - 101 min. (2006)
- 01406 - One Plus One/Sympathy for the Devil - 94 + 95 min. Ediz. speciale 2 DVD (2006)
- (2017) Koch Media su singolo Blu-ray con due differenti versioni del film (entrambe in lingua originale con sottotitoli in italiano):
- One Plus One/Sympathy for the Devil - 101 + 100 min. Ediz. speciale 2 Blu-ray (2017)